# 2001年印度古吉拉特邦大地震
古吉拉特邦地震是指中华人民共和国地震台網測定的北京時間2001年1月26日11時16分36.4秒，印度北緯23.2°，東經70°地區發生的Ms8級地震。地震的震中在印度西北部古吉拉特邦。印度新德里和巴基斯坦境內都有感。截止當地時間2001年1月31日下午，共發生3級以上餘震110多次，3級以下餘震300多次。
马来西亚首相马哈迪·莫哈末向印度总理阿塔尔·比哈里·瓦杰帕伊表示慰问。外交部长赛哈密称马来西亚将为地震受害者提供约10万美金的即时援助。马来西亚特别天灾援助和拯救队被派往印度协助救灾。由于地震，印度总理取消原定于2月7日至2月10日访问马来西亚的计划。